# Кубок Бельгії з футболу 2000—2001
Кубок Бельгії з футболу 2000–2001 (нід. Beker van België) — 46-й розіграш кубкового футбольного турніру в Бельгії. Володарем кубку вперше став Вестерло.

## Календар
| Раунд           | Дата                                           | Матчі | Клуби     |
| --------------- | ---------------------------------------------- | ----- | --------- |
| Перший раунд    |                                                | 88    | 244 → 156 |
| Другий раунд    |                                                | 44    | 156 → 112 |
| Третій раунд    |                                                | 38    | 112 → 74  |
| Четвертий раунд |                                                | 28    | 74 → 46   |
| П'ятий раунд    |                                                | 14    | 46 → 32   |
| 1/16 фіналу     | 4-5 листопада 2000                             | 16    | 32 → 16   |
| 1/8 фіналу      | 28 листопада 2000 - 17 січня 2001              | 8     | 16 → 8    |
| 1/4 фіналу      | 23-24 січня 2001 24 лютого 2001 (перегравання) | 4+1   | 8 → 4     |
| 1/2 фіналу      | 27-28 березня/11 квітня 2001                   | 4     | 4 → 2     |
| Фінал           | 27 травня 2001                                 | 1     | 2 → 1     |

## 1/16 фіналу
| Команда 1            | Рахунок | Команда 2                   |
| -------------------- | ------- | --------------------------- |
| 4 листопада 2000     |         |                             |
| Андерлехт            | 2:1     | Харелбеке                   |
| Лув'єрроз            | 2:1     | Брюгге                      |
| Генк                 | 2:1     | Мускрон                     |
| Мехелен              | 1:3     | Беверен                     |
| Сінт-Трейден         | 3:0     | Шарлеруа                    |
| Локерен              | 2:1     | Монс (2)                    |
| Стандард (Льєж)      | 3:2     | Тюрнгаут (2)                |
| Вестерло             | 1:0     | Дендерлеу (2)               |
| Лірс                 | 0:2     | Гел (2)                     |
| 5 листопада 2000     |         |                             |
| Ендрахт (Алст)       | 0:4     | Ломмель (2)                 |
| Антверпен            | 1:0     | Схотен (3)                  |
| Ред Стар Гасдонк (4) | 1:3 дч  | Гент                        |
| Жерміналь Беєрсхот   | 1:0     | Хогстратен (3)              |
| Льєж (2)             | 1:2     | Інгельмюнстер (2)           |
| Серкль (Брюгге) (2)  | 1:0 дч  | Кортрейк (3)                |
| Мельдер (4)          | 2:1     | Вербродерінг Дендерутем (3) |

## 1/8 фіналу
| Команда 1          | Рахунок | Команда 2           |
| ------------------ | ------- | ------------------- |
| 28 листопада 2000  |         |                     |
| Ломмель (2)        | 3:0     | Лув'єрроз           |
| 29 листопада 2000  |         |                     |
| Мельдер (4)        | 1:2     | Серкль (Брюгге) (2) |
| Гел (2)            | 0:2     | Генк                |
| Жерміналь Беєрсхот | 2:1     | Інгельмюнстер (2)   |
| Вестерло           | 3:1 дч  | Беверен             |
| Стандард (Льєж)    | 0:1     | Локерен             |
| 6 грудня 2000      |         |                     |
| Антверпен          | 1:3     | Сінт-Трейден        |
| 17 січня 2001      |         |                     |
| Андерлехт          | 2:1     | Гент                |

## 1/4 фіналу
| Команда 1          | Рахунок | Команда 2           |
| ------------------ | ------- | ------------------- |
| 23 січня 2001      |         |                     |
| Ломмель (2)        | 3:1     | Локерен             |
| 24 січня 2001      |         |                     |
| Генк               | 4:4 дч  | Серкль (Брюгге) (2) |
| Вестерло           | 1:0     | Сінт-Трейден        |
| Жерміналь Беєрсхот | 3:0     | Андерлехт           |

Перегравання
| Команда 1      | Рахунок | Команда 2           |
| -------------- | ------- | ------------------- |
| 24 лютого 2001 |         |                     |
| Генк           | 2:1     | Серкль (Брюгге) (2) |

## 1/2 фіналу
| Команда 1                 | Заг. | Команда 2 | 1-й матч | 2-й матч |
| ------------------------- | ---- | --------- | -------- | -------- |
| 27 березня/11 квітня 2001 |      |           |          |          |
| Жерміналь Беєрсхот        | 2:4  | Вестерло  | 1:2      | 1:2      |
| 28 березня/11 квітня 2001 |      |           |          |          |
| Ломмель (2)               | 3:2  | Генк      | 2:1      | 1:1      |

## Фінал
| 27 травня 2001 |

| Вестерло  | 1:0      | Ломмель (2) |
| --------- | -------- | ----------- |
| Делен 22' | Протокол |             |

| Стадіон імені короля Бодуена, Брюссель Глядачів: 20 000 Арбітр: Ерік Ромен |